# Berliner Literaturpreis
Berliner Literaturpreis der Stiftung Preußische Seehandlung (Berlińska Nagroda Literacka Fundacji Pruskiego Handlu Morskiego) – niemiecka nagroda literacka wręczana do 1998 roku co dwa lata, wraz z Johannes-Bobrowski-Medaille w Literarisches Colloquium Berlin. Nagrodę literacką otrzymali autorzy, którzy przyczynili się do rozwoju współczesnej niemieckojęzycznej literatury.
Od 2005 roku nagroda jest przyznawana według nowych kryteriów. Pod uwagę jest brany dotychczasowy ogół twórczości pisarza niemieckojęzycznego. Z nagrodą jest również powiązana nominacja do gościnnej profesury Heiner-Müller-Gastprofessur für deutschsprachige Poetik w instytucie Peter-Szondi-Institut für Allgemeine und Vergleichende Literaturwissenschaft der Freien Universitӓt Berlin we wskazanym semestrze letnim. Dotacja wynosi 30.000 Euro ze środków Fundacji Pruskiego Handlu Morskiego, która pokrywa również koszta gościnnej profesury. (Nazwę profesury stworzyła wdowa po Heiner Müllerze).

## Laureaci
- 1989 Volker Braun(inne języki)
- 1992 Christoph Hein, Wolfgang Hilbig(inne języki), Thomas Hürlimann, Ingomar von Kieseritzky(inne języki), Uwe Kolbe(inne języki)
- 1994 Jürgen Becker(inne języki), Hugo Dittberner(inne języki), Norbert Gstrein, Brigitte Kronauer(inne języki), Reinhard Lettau(inne języki), W.G. Sebald
- 1996 Wilhelm Genazino, Katja Lange-Müller, Ulrich Peltzer(inne języki), Raoul Schrott(inne języki), Josef Winkler(inne języki)
- 1998 Anne Duden(inne języki), Bodo Hell(inne języki), Gert Jonke(inne języki), Irina Liebmann(inne języki), Jörg Steiner(inne języki)
- 2005 Herta Müller
- 2006 Durs Grünbein
- 2007 Ilija Trojanow
- 2008 Ulrich Peltzer(inne języki)
- 2009 Dea Loher(inne języki)
- 2010 Sibylle Lewitscharoff(inne języki)
- 2011 Thomas Lehr
- 2012 Rainald Goetz[1]
- 2013 Lukas Bärfuss[1][2]
- 2014 Hans Joachim Schädlich(inne języki)
- 2015 Olga Martynowa(inne języki)
- 2016 Feridun Zaimoglu(inne języki)
- 2017 Ilma Rakusa(inne języki)[3]
- 2018 Marion Poschmann[4]
- 2019 Clemens J. Setz[5]
- 2020 Thomas Meinecke(inne języki)[6]
- 2021 Monika Rinck(inne języki)[7]
- 2022 Steffen Mensching(inne języki)[8]